# Puszczyk arabski
Uzasadnienie: To jest ten sam gatunek wg obecnej wiedzy.
Puszczyk arabski (Strix butleri) – gatunek średniej wielkości ptaka z rodziny puszczykowatych (Strigidae), występujący plamowo na Bliskim Wschodzie. Osiadły. Nie jest zagrożony.

## Taksonomia, historia badań
Gatunek ten opisał Allan Octavian Hume w 1878 roku, nadając mu nazwę Asio butleri. Holotyp pochodził prawdopodobnie z miejscowości Omara na wybrzeżu Mekranu (obecnie Pakistan) i został odłowiony przez kpt. Edwarda Arthura Butlera, którego upamiętnia epitet gatunkowy. Okaz był częściowo uszkodzony. Gatunek został później przeniesiony do rodzaju Strix. Przez wiele lat do Strix butleri błędnie zaliczano sowy ze wschodniego Egiptu (wraz z półwyspem Synaj), Izraela, Palestyny, Jordanii i znacznej części Półwyspu Arabskiego. W 2015 roku na podstawie badań genetycznych i morfologicznych wykazano, że wszystkie uznawane dotąd za Strix butleri ptaki (poza holotypem) reprezentują osobny takson, który opisano jako nowy gatunek pod nazwą Strix hadorami (puszczyk pustynny). „Odkryty” w 2013 roku w górach Al-Hadżar w północnym Omanie i opisany jako osobny gatunek puszczyk omański (Strix omanensis) jest obecnie traktowany jako młodszy synonim Strix butleri. Autorzy opisu nie pozyskali jednak okazu, a za holotyp uznali jego zdjęcia i nagrania głosów. To że ptaki z nowo odkrytej populacji należą do tego samego gatunku co Strix butleri potwierdzono w 2016 roku badaniami genetycznymi okazu muzealnego oraz dwóch okazów schwytanych (a potem wypuszczonych na wolność) w 2015 roku w Omanie (pobrano pióra i próbkę krwi) i północno-wschodnim Iranie (pobrano tylko pióra). Oznacza to, że obserwacja z 2013 roku była pierwszym stwierdzeniem puszczyka arabskiego (sensu stricto) od czasu opisania go przez Hume’a. Poprawne zdefiniowanie gatunku wraz ze szczegółowymi opisami (w tym nieznanych wcześniej wokalizacji) i zdjęciami zaowocowało kolejnymi stwierdzeniami tego ptaka. Jest to gatunek monotypowy.

## Morfologia
Długość ciała 30–35 cm. Podobny do puszczyka pustynnego oraz puszczyka zwyczajnego (ten ostatni jest jednak większy i ciemniejszy). Tęczówka pomarańczowożółta z czarną otoczką.

## Zasięg występowania
Występuje lokalnie w północnym Omanie (góry Al-Hadżar), północno-wschodnich Zjednoczonych Emiratach Arabskich oraz północno-wschodnim, południowo-zachodnim, południowym i centralnym Iranie. Nie wiadomo, czy nadal występuje w Pakistanie. Fakt, że ptaki te odkryto na rozproszonych stanowiskach na tak dużym obszarze, może świadczyćo tym, że populacja tego ptaka jest większa, niż się obecnie przypuszcza. 

## Ekologia
W 2013 roku ponownie odkryty w wadi z rozproszonymi drzewami, otoczonym przez klify i strome zbocza górskie. Brak informacji o rozrodzie. Być może gniazduje na klifach.
W wypluwkach zbadanych w Omanie stwierdzono 22 ofiary reprezentujące trzy gatunki gryzoni z rodziny myszowatych, co najmniej dwa nieokreślone gatunki gekonów i jeden gatunek skorpiona. Osobnik obserwowany w 2015 roku w Iranie upolował synogarlicę senegalską.

## Status
W Czerwonej księdze gatunków zagrożonych IUCN puszczyk arabski od 2021 roku klasyfikowany jest jako gatunek najmniejszej troski (LC, Least Concern). Wcześniej uznawany był za gatunek niedostatecznie rozpoznany (DD, Data Deficient). Liczebność populacji nie została oszacowana. Ze względu na brak dowodów na zagrożenia dla gatunku, BirdLife International ocenia trend liczebności populacji jako stabilny.